# Temporada 1884 de la Liga Nacional
La Temporada 1884 de la Liga Nacional fue la novena temporada de la Liga Nacional.
Los Providence Grays lograron su segundo campeonato en la liga.

## Estadísticas
|                         | \| Liga Nacional[2] \| \| \| \| \| \| Club \| G \| P \| PG % \| GB \| \| Providence Grays \| 84 \| 28 \| .750 \| - \| \| Boston Beaneaters \| 73 \| 38 \| .658 \| 10.5 \| \| Buffalo Bisons \| 64 \| 47 \| .577 \| 19.5 \| \| New York Gothams \| 62 \| 50 \| .554 \| 22.0 \| \| Chicago White Stockings \| 62 \| 50 \| .554 \| 22.0 \| \| Philadelphia Quakers \| 39 \| 73 \| .348 \| 45.0 \| \| Cleveland Blues \| 35 \| 77 \| .312 \| 49.0 \| \| Detroit Wolverines \| 28 \| 84 \| .250 \| 56.0 \| |    |      |      |
| Liga Nacional           | |    |      |      |
| Club                    | G | P  | PG % | GB   |
| Providence Grays        | 84 | 28 | .750 | -    |
| Boston Beaneaters       | 73 | 38 | .658 | 10.5 |
| Buffalo Bisons          | 64 | 47 | .577 | 19.5 |
| New York Gothams        | 62 | 50 | .554 | 22.0 |
| Chicago White Stockings | 62 | 50 | .554 | 22.0 |
| Philadelphia Quakers    | 39 | 73 | .348 | 45.0 |
| Cleveland Blues         | 35 | 77 | .312 | 49.0 |
| Detroit Wolverines      | 28 | 84 | .250 | 56.0 |

|  | Campeón. |